# Bařice-Velké Těšany
Obec Bařice-Velké Těšany se nachází v okrese Kroměříž ve Zlínském kraji. Žije zde 453 obyvatel. Leží asi 7 kilometrů jižně od Kroměříže, 19 kilometrů západně od Zlína, 32 kilometrů východovýchodojižně od Dědic a 235 kilometrů jihovýchodně od Prahy.

## Části obce
- Bařice
- Velké Těšany

## Historie
První písemná zmínka o vesnici pochází z roku 1228.
Obec Bařice-Velké Těšany vznikla teprve roku 1961 sloučením dvou bývalých obcí, jimiž jsou Bařice a Velké Těšany.
Právo užívat znak a vlajku bylo obci uděleno rozhodnutím Poslanecké sněmovny Parlamentu České republiky dne 15. dubna 2010.

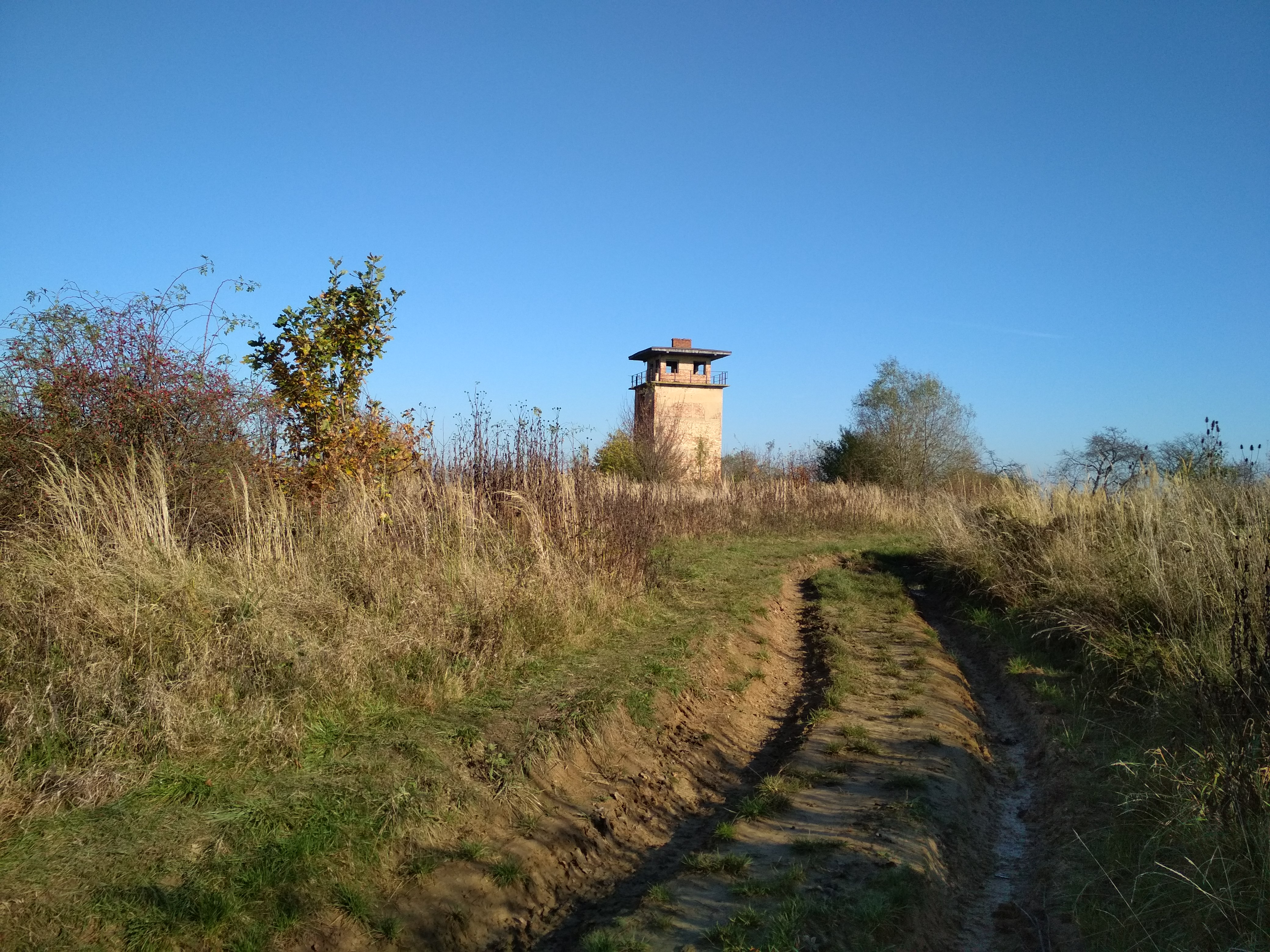
Strážní věž v bývalém vojenském prostoru Hvězda (2020)

Nedaleko Velkých Těšan se nacházel vojenský útvar protivzdušné obrany Hvězda (VÚ 5100, „rakeťáci“).

## Obyvatelstvo

### Struktura
Vývoj počtu obyvatel za celou obec i za jeho jednotlivé části uvádí tabulka níže, ve které se zobrazuje i příslušnost jednotlivých částí k obci či následné odtržení.
| Místní části   | Místní části             | 1869 | 1880 | 1890 | 1900 | 1910 | 1921 | 1930 | 1950 | 1961 | 1970 | 1980 | 1991 | 2001 | 2011 | 2021 |
| -------------- | ------------------------ | ---- | ---- | ---- | ---- | ---- | ---- | ---- | ---- | ---- | ---- | ---- | ---- | ---- | ---- | ---- |
| Počet obyvatel | část Bařice-Velké Těšany | 609  | 651  | 696  | 720  | 713  | 694  | 651  | 601  | 595  | 527  | 446  | 454  | 473  | 497  | 447  |
| Počet domů     | část Bařice-Velké Těšany | 97   | 113  | 120  | 126  | 129  | 131  | 139  | 155  | 148  | 140  | 134  | 159  | 158  | 166  | 173  |